# Sebastián Salas
Sebastián Rodrigo Salas Aránguiz (Quilicura, Chile; 26 de abril de 2001) es un futbolista chileno, se desempeña como portero en Palestino de la Primera División de Chile.

## Trayectoria
Oriundo de Quilicura, se formó en las divisiones inferiores de Unión Española, en donde fue compañero de categoría de Jonathan Villagra, Benjamín Galdames, Jeremy Silva, César Díaz, entre otros. Para la temporada 2020 pasó a formar parte de Deportes Linares de la Segunda División chilena, debutando como profesional el 9 de enero de 2021, en una victoria de su equipo ante San Antonio Unido.
Para la temporada 2022 firmó con AC Barnechea de la Primera B de Chile. Luego del descenso administrativo del cuadro huaicochero, en diciembre de 2024, es anunciada su cesión a préstamo a Palestino de la Primera División por toda la temporada 2025.

## Selección nacional

### Selecciones menores

#### Selección sub-23
Durante 2023 fue nominado por Eduardo Berizzo a un microciclo de la Selección sub-23 chilena.

## Clubes
| Club                 | País  | Año       |
| -------------------- | ----- | --------- |
| Deportes Linares     | Chile | 2020-2021 |
| AC Barnechea         | Chile | 2022-     |
| → Palestino (cedido) | Chile | 2025-Act. |